# Вулиця Генерала Всеволода Петріва
Вулиця Генерала Всеволода Петріва — вулиця в Богунському районі міста Житомир.
Названа на честь борця за волю України генерал-хорунжого Армії УНР, військового міністра УНР Всеволода Петріва, державного та військового діяча Української Народної Республіки.

## Розташування
Знаходиться на Богунії.

## Історія
Вулиця виникла на початку 1970-х років. Забудова вулиці формувалася протягом 1970-х років. До початку забудови територія була залісненою. Станом на початок ХХ століття — землі села Барашівка Житомирського повіту. Забудова вулиці переважно сформувалася протягом 1970-х років.
До 1979 року будинки вздовж вулиці мали адреси Корабельний провулок — ця назва об'єднувала усі будинки, розташовані в декількох довколишніх кварталах. У 1979 році вулиця отримала назву вулиця Гречка. Відповідно до розпорядження Житомирського міського голови від 19 лютого 2016 року № 112 «Про перейменування топонімічних об'єктів та демонтаж пам'ятних знаків у м. Житомирі», перейменована на вулицю Генерала Всеволода Петріва.